# ただのいっこ
ただの いっこ（1966年11月26日 - ）は、日本の元俳優。本名および旧芸名は、成瀬 富久（なるせ とみひさ）。その他、一時期は「なるせ とみひさ」名義で活動していたこともあった。以前は劇団アティックに所属していた。
愛知県名古屋市出身。身長172cm、体重82kg。血液型はO型。

## 人物
タレント養成所「才賀企画」を経て、1991年のスーパー戦隊シリーズ『鳥人戦隊ジェットマン』の大石雷太 / イエローオウル役で正式にデビュー。それ以前はお笑いを2年間やっていた。
『ジェットマン』終了後は、NHK連続テレビ小説『ひらり』（1992年）の力士・梅の森役を経て、1993年に『五星戦隊ダイレンジャー』で再びスーパー戦隊シリーズに出演。病気の為降板した今川杉作に代わり、第29話から亀夫／超気伝獣ダイムゲン役を演じた。
2004年に開かれた『ジェットマン』のDVD化記念として掲載された井上敏樹と出演者の座談会に参加した。
特技は殺陣、名古屋弁、日舞。
愛知県名古屋市出身ということもあり、プロ野球は中日ドラゴンズのファンである。
2021年には若松俊秀、岸田里佳、三輝みきこと共にジェットマン30周年のイベントに登場している。

### 『ジェットマン』関連のエピソード
『ジェットマン』の前作『地球戦隊ファイブマン』に出演していた信達谷圭と同じ事務所に所属しており、成瀬の写真を見たスタッフによって雷太役に決まった。同時期にTBSのドラマ『浮浪雲』の出演が決まっていたが、『浮浪雲』を辞退し、『ジェットマン』を選んだ。
メンバーで最初に役が決まったが、かえって時間があったためいろいろなことを考えすぎてしまい、思い悩んでいたという。
劇中で着用していた黄色いトレーニングウェアは私物である。共演者の田中弘太郎は、プライベートでテニスをしたときも着ていたと証言している。劇中でかけていた眼鏡は成瀬の度数を調整して作った特注品で、レンズも照明に反射しないように作られた。
イエローオウルを担当した石垣広文とはサイズが異なるため、成瀬自身がスーツを着て演じることも想定し、成瀬用のイエローオウルスーツも作られた。しかし、実際に着用したのは最終回だけであった。成瀬自身は閉所恐怖症のため、着用して気分が悪くなったとコメントしている。
大食漢という設定であったため物を食べるシーンが多く、一年間で太ってしまったという。『ジェットマン』終了後の『ひらり』に出演した際には98kgまで増量したが、2004年の雑誌『東映ヒーローMAX』の座談会に出席した際には減量している。
また、共演者の岸田里佳がアフレコでそばを啜る音をうまく出せなかったため代わりに音を当てている。

### 『ダイレンジャー』関連のエピソード
『ダイレンジャー』では今川と同じく体格が太めで愛知県出身で眼鏡をかけていたことから選ばれた。『ジェットマン』ではヒーローに変身したが同作でロボット（劇中では生命体）に変身することになったため、違和感があったと後に語っている。

## 出演

### テレビドラマ
- 東京ゲーム（1988年、TBS）
- スーパー戦隊シリーズ
  - 鳥人戦隊ジェットマン（1991年 - 1992年、テレビ朝日） - 大石雷太 / イエローオウル
  - 五星戦隊ダイレンジャー 第29話 - 最終回（1993年 - 1994年、テレビ朝日）- 亀夫 / 超気伝獣ダイムゲン
- 連続テレビ小説ひらり（1992年） - 梅の森
- 豆腐屋直次郎の裏の顔 第7話（1992年、テレビ朝日） - ホテルマン
- ひとつ屋根の下（1993年） - 研修医
- 企業病棟（1994年） - 北村
- 天までとどけ6（1995年） - 森山
- 冠婚葬祭部長（1996年） - 北村
- お局探偵亜木子&みどりの旅情事件帳（1997年）
- 仮面ライダーアギト 第13話（2001年） - 魚屋
- 傷だらけのラブソング 第1話（2001年、関西テレビ）
- 君の手がささやいている 最終章（2001年、テレビ朝日）
- 月曜ミステリー劇場 / 流れ星お銀!事件解決いたします3 小京都・金沢殺人街道（2003年、TBS）

### 映画
- 公園通りの猫たち（1989年、東映）
- 青空に一番近い場所（1994年、サードステージ = 東京テアトル）
- 突入せよ! あさま山荘事件（2002年、東映）

### オリジナルビデオ
- 美少女戦士セーラームーン（実写版）『Act.ZERO／セーラーV誕生！』 - 不動産屋 役（2005年3月25日発売）

### 舞台
- 五木ひろし公演

### CM
- 宝酒造
- 黄桜
- 日本中央競馬会
- トヨタ自動車
- 旭化成

### ラジオ
- 八木正幸のスリーミーなひととき（2020年5月18日、たんなん夢レディオ）